# خرارد فن در لم
خرارد فن در لم (هلندی: Gerard van der Lem؛ زادهٔ ۱۵ نوامبر ۱۹۵۲) بازیکن سابق و مربی فوتبال اهل هلند است.
از باشگاه‌هایی که در آن بازی کرده است می‌توان به باشگاه فوتبال اوترخت، باشگاه فوتبال اسپارتا روتردام، باشگاه فوتبال فاینورد، و باشگاه فوتبال رودا جی‌سی کرکراد اشاره کرد.
وی همچنین در تیم ملی فوتبال هلند بازی کرده است.